# Pidilidi (film)
Pidilidi (anglicky The Borrowers) je britská filmová komedie, kterou v roce 1997 natočil režisér Peter Hewitt.

## Děj
V domě Lenderových žijí ještě další nájemníci, skrytí v zákoutích domu. Jde o rodinu Clockových. Členové této rodinné čtveřice jsou totiž pidilidi. Asi deseticentimentroví lidé si občas od Lenderových půjčují různé věci, které používají ke svému životu. Vše pokračuje v poklidu, dokud se advokát Potter (John Goodman) nerozhodne místo domu Lenderových postavit luxusní bytové jednotky. Začíná boj o domov, ve kterém bojuje rodina Clockových za pomoci Petra, syna Lenderových (Bradley Pierce). 